# La signora di Wildfell Hall
(Anne Brontë,La signora di Wildfell Hall)
La signora di Wildfell Hall pubblicato in Italia anche con i titoli Il segreto della signora in nero o La misteriosa signora Graham (titolo originale in inglese: The Tenant of Wildfell Hall) fu il secondo romanzo epistolare scritto da Anne Brontë e pubblicato per la prima volta nel 1848 con lo pseudonimo di "Acton Bell". La storia è quella di Helen Graham che fugge da un matrimonio infelice, argomento sbagliatissimo secondo Charlotte che è l'agente letterario di Anne. 
Probabilmente il più sconvolgente dei romanzi delle Brontë, ebbe un successo immediato e fenomenale, ma dopo la morte di Anne la sorella Charlotte ne impedì la ripubblicazione in Inghilterra fino al 1854. 
Questo atteggiamento è forse dovuto alla volontà di proteggere la sorella ma più probabilmente è legato al fatto che il personaggio "cattivo" è basato sulla figura del loro fratello ribelle. Le accurate descrizioni della brutalità e dell'alcolismo e il linguaggio deplorevole utilizzato non vengono apprezzati dalla critica.

## Trama
Il romanzo è strutturato come una serie di lettere di Gilbert Markham a un amico sulle vicende legate all'incontro con una misteriosa giovane vedova, che si fa chiamare Helen Graham, che arriva a Wildfell Hall, una dimora elisabettiana vuota da molti anni, con il giovane figlio e un servitore. Contrariamente alle norme del primo Ottocento, la donna intraprende la carriera di artista e si guadagna da vivere vendendo i suoi quadri. La sua rigida solitudine dà presto adito a pettegolezzi nel villaggio vicino e lei diventa un'emarginata sociale. Rifiutando di credere a qualsiasi cosa scandalosa su di lei, Gilbert fa amicizia con lei e scopre il suo passato. Nel diario che lei consegna a Gilbert, racconta il declino fisico e morale del marito attraverso l'alcol e la dissolutezza nel suo dissipato ambiente aristocratico. Alla fine fugge con il figlio, che desidera disperatamente salvare dall'influenza del padre. La rappresentazione dei conflitti coniugali e del lavoro professionale delle donne è mitigata dal forte messaggio morale della fede di Anne Brontë nella salvezza universale.
La maggior parte dei critici considera oggi L'inquilino di Wildfell Hall uno dei primi romanzi femministi. May Sinclair, nel 1913, disse che "lo sbattere della porta della camera da letto di [Helen] contro il marito si riverberò in tutta l'Inghilterra vittoriana".Lasciando il marito e portandogli via il figlio, Helen viola non solo le convenzioni sociali, ma anche la legge inglese dell'inizio del XIX secolo.

## Personaggi principali

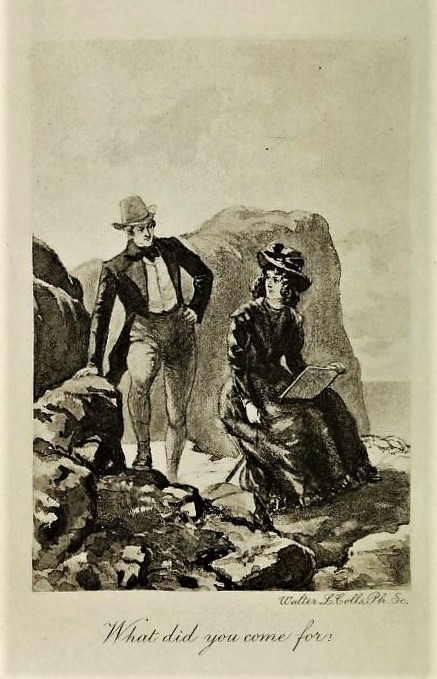
Helen e Gilbert in un'illustrazione di Walter L. Colls del 1901.

- Helen Graham: personaggio principale e narratore della storia.
- Master Arthur Huntingdon: figlio del Helen ed Arthur.
- Frederick Lawrence: fratello di Helen.
- Gilbert Markham: l’altro narratore della vicenda, giovane geloso e suscettibile; nel corso del romanzo si scopre essere sempre più innamorato di Helen.
- Fergus Markham: fratello di Gilbert.
- Rose Markham: sorella di Gilbert.
- Signora Markham: madre del Gilbert, Rose e Fergus.
- Jane Wilson: amica di Rose.
- Richard Wilson: fratello di Jane.
- Eliza Millward: ex-fidanzata del Gilbert.
- Mary Millward: sorella di Eliza.
- Michael Millward: padre di Eliza e Mary.
- Arthur Huntingdon: marito di Helen.
- Walter Hargrave: amico del Arthur.
- Milicent Hargrave: amica di Helen, sorella di Walter e moglie di Ralph. Di carattere dolce, tranquillo e silenzioso.
- Esther Hargrave: sorella di Milicent e Walter.
- Annabella Wilmot: cugina di Milicent, moglie di Lord Lowborough e amante di Arthur.
- Lord Lowborough: marito di Annabella.
- Ralph Hattersley: amico di Arthur.
- Alice Myers: l'altra amante di Arthur.
- Sig. Grimsby: amico di Arthur.
- Sig. Maxwell: zio di Helen.
- Peggy Maxwell: zia di Helen.

## Adattamenti cinematografici e televisivi
- La signora di Wildfell Hall (The Tenant of Wildfell Hall), regia di Peter Sasdy, con Janet Munro, Corin Redgrave e Bryan Marshall
- Il segreto della signora in nero (The Tenant of Wildfell Hall), regia di Mike Barker, con Tara Fitzgerald, Toby Stephens, Rupert Graves e James Purefoy

## Edizioni italiane
- La misteriosa signora Graham, a cura di Valentina Bianconcini, Bologna: Capitol, 1962.
- Il segreto della signora in nero, trad. di Francesca Albini, Milano: Frassinelli, 1993-1997, ISBN 978-88-768-4441-6.
- La signora di Wildfell Hall, trad. di Francesca Albini, Vicenza, Neri Pozza Editore, ottobre 2014, ISBN 978-88-545-0858-3.
- La signora di Wildfell Hall, trad. di Martina Rinaldi, Roma, Newton Compton, giugno 2016, ISBN 978-88-541-9641-4.